# Visages cachés
 (septembre 2024).
La mise en forme du texte ne suit pas les recommandations de Wikipédia : il faut le « wikifier ».
Les points d'amélioration suivants sont les cas les plus fréquents. Le détail des points à revoir est peut-être précisé sur la page de discussion.
- Les titres sont pré-formatés par le logiciel. Ils ne sont ni en capitales, ni en gras.
- Le texte ne doit pas être écrit en capitales (les noms de famille non plus), ni en gras, ni en italique, ni en « petit »…
- Le gras n'est utilisé que pour surligner le titre de l'article dans l'introduction, une seule fois.
- L'italique est rarement utilisé : mots en langue étrangère, titres d'œuvres, noms de bateaux, etc.
- Les citations ne sont pas en italique mais en corps de texte normal. Elles sont entourées par des guillemets français : « et ».
- Les listes à puces sont à éviter, des paragraphes rédigés étant largement préférés. Les tableaux sont à réserver à la présentation de données structurées (résultats, etc.).
- Les appels de note de bas de page (petits chiffres en exposant, introduits par l'outil «  Source ») sont à placer entre la fin de phrase et le point final[comme ça].
- Les liens internes (vers d'autres articles de Wikipédia) sont à choisir avec parcimonie. Créez des liens vers des articles approfondissant le sujet. Les termes génériques sans rapport avec le sujet sont à éviter, ainsi que les répétitions de liens vers un même terme.
- Les liens externes sont à placer uniquement dans une section « Liens externes », à la fin de l'article. Ces liens sont à choisir avec parcimonie suivant les règles définies. Si un lien sert de source à l'article, son insertion dans le texte est à faire par les notes de bas de page.
- La présentation des références doit suivre les conventions bibliographiques. Il est recommandé d'utiliser les modèles {{Ouvrage}}, {{Chapitre}}, {{Article}}, {{Lien web}} et/ou {{Bibliographie}}. Le mode d'édition visuel peut mettre en forme automatiquement les références.
- Insérer une infobox (cadre d'informations à droite) n'est pas obligatoire pour parachever la mise en page.

Pour une aide détaillée, merci de consulter Aide:Wikification.
Si vous pensez que ces points ont été résolus, vous pouvez retirer ce bandeau et améliorer la mise en forme d'un autre article.
Visages Cachés est l'unique roman de Salvador Dalí, paru en 1944 aux États-Unis et en 1973 en France.

## Écriture du roman
Salvador Dali écrit Visages cachés en 1943, alors qu'il est en exil aux États-Unis. S'étant isolé et enfermé dans une chambre d'hôtel du New Hampshire, il consacre alors « quatorze heures par jour » à l'écriture du roman. 
L'auteur donne dans sa préface de l’œuvre plusieurs raisons à la rédaction de celui-ci : « Pourquoi ai-je écrit ce roman ? [...] Parce que je trouve le temps de faire tout ce que je veux et que je voulais écrire ce roman. », mais aussi « parce que l'histoire contemporaine offre une charpente exceptionnelle pour un roman sur l'évolution et les conflits des grandes passions humaines, et que l'histoire de la guerre, et plus spécialement celle du poignant après-guerre, devait être écrite. » ou encore : « La trilogie passionnelle inaugurée par le divin marquis de Sade était restée incomplète : sadisme, masochisme. Il fallait inventer le troisième terme du problème, celui de la synthèse et de la sublimation : le clédalisme, du nom de l'héroïne de mon roman, Solange de Cléda [...] Le clédalisme est le plaisir procuré par la souffrance à laquelle vous soumet l'objet. Le clédalisme est le plaisir et la souffrance sublimés dans une identification toute transcendantale avec l'objet [...] une sainte Thérèse profane. »
Visages cachés, écrit en français par Salvador Dali, est traduit en anglais pour être publié aux États-Unis dès 1944, avant que le texte originel ne sorte en France en 1973, aux éditions Stock. 

## Réception critique
Dans Le Monde, Bertrand Poirot-Delpech décrit Visages cachés comme un « drôle de bouquin où le désarroi de l'élite européenne entre 1934 et 1944 prend la forme baroque d'un pastiche de Laclos et de Proust revu par Huysmans et Charles Plisnier ! »
Dans un article du Temps intitulé « En romancier, Salvador Dalí est aussi génial et fou qu'en peintre », Jean-Claude Gateau écrit : « Ce roman surabonde en divagations mentales de tel ou tel personnage sur les obsessions familières à Dalí : l'impuissance, le diable, les incubes et les succubes, Tristan et Yseut, Janet et l'hystérie, Léda et le cygne, la transverbération des saintes et la transmigration des âmes, etc. [...] À travers toutes ces marionnettes, leurs faits et gestes et leurs hantises, Dalí, génial et cinglé, vide son sac d'exubérances hyperboliques… et tourneboule le lecteur avec une intarissable maestria. »

## Résumé

### Les personnages
- Hervé de Grandsailles : ancien officier, aristocrate dandy, le comte de Grandsailles mène une vie luxueuse et oisive entre son appartement au Meurice et son château provençal, où il donne de grands bals pour les membres de la haute société. Il y rencontre la belle Solange de Cléda, pour qui il entretient dès lors une passion amoureuse dévorante et platonique. Au début de la Seconde Guerre mondiale, il rendosse son rôle de capitaine de cavalerie et entre en résistance depuis le Maroc, tandis que Solange reste en France. À la fin de la guerre, le comte de Grandsailles épouse Véronica, sans renoncer pour autant à son amour pour Solange[1]. Son nom renvoie à Versailles, mais aussi à la famille de Noailles, premiers mécènes de Dalí à Paris[1].

- Solange de Cléda : belle, élancée et spirituelle, Solange est amoureuse du comte de Grandsailles, qui développe pour elle une passion ardente et mystique[1]. Son nom fait référence à la mythique Léda, maîtresse de Zeus, et à Clélia, héroïne de La Chartreuse de Parme de Stendhal[1]. Son personnage s'inspire de Coco Chanel, chez qui le peintre a passé l'été 1940, dans un château du sud de la France[2]. Elle donne son nom au clédalisme[4], perversion sexuelle fondée sur la frustration et le plaisir dans l’attente qui n’en finit pas[5].

- Barbara Stevens : milliardaire américaine tyrannique, vivant à Paris jusqu'à la fin de la guerre, elle est la mère de Véronica[1].

- Véronica : à la fin de la guerre, elle épouse le comte de Grandsailles, avec qui elle vit aux États-Unis[1].

- Betka : secrétaire tchèque de Barbara et amie libertine de sa fille Véronica[6].

- Randolph : : Randolph, surnommé Baba, est aviateur. Véronica voit en lui un alter ego[1].